# Carreras de caballos. Antes de la salida
Carreras de caballos. Antes de la salida es un cuadro del pintor francés Edgar Degas. Está realizado Con técnica al pastel sobre lienzo. Mide 49 cm de alto y 62 cm de ancho. Fue pintado en 1862. Actualmente, se encuentra en el Museo de Orsay, de París, Francia. 
Las carreras de caballos es uno de sus temas favoritos del pintor, en los que explora el movimiento. Eran punto de encuentro de las distintas clases sociales.
Representa una escena antes de la salida. El primer plano lo ocupan los caballos y sus yoqueis, vestidos con maillots de colores. Detrás se ve la fila de los espectadores. El fondo está ocupado por un prado, a lo lejos se ven las chimeneas de las fábricas y toda la parte superior está dominada por un cielo brumoso.
El cuadro presenta un carácter de instantánea y espontaneidad. El encuadre, con su corte en la parte inferior y el lado derecho es, al parecer, arbitrario.